# Levier (Doubs)
Pour les articles homonymes, voir Levier.
Levier est une commune nouvelle, commune française située dans le département du Doubs, la région culturelle et historique de Franche-Comté et la région administrative Bourgogne-Franche-Comté.
Le 1er janvier 2017, les anciennes communes de Levier et de Labergement-du-Navois fusionnent pour devenir la commune nouvelle de Levier.
Les habitants de la commune sont les Levitiens et Levitiennes.

## Géographie

### Localisation
Levier est à une vingtaine de kilomètres à l'ouest de Pontarlier.

### Communes limitrophes
Les communes limitrophes sont Montmahoux, Déservillers, Gevresin, Villeneuve-d'Amont, Villers-sous-Chalamont, Boujailles, Septfontaines, Chapelle-d'Huin, Amathay-Vésigneux, Reugney et Bolandoz.
| Montmahoux Déservillers | Bolandoz Reugney       | Amathay-Vésigneux             |
| Gevresin                | Levier                 | Chapelle-d'Huin Septfontaines |
| Villeneuve-d'Amont      | Villers-sous-Chalamont | Boujailles                    |

### Climat
Pour des articles plus généraux, voir Climat de la Bourgogne-Franche-Comté et Climat du Doubs.
En 2010, le climat de la commune est de type climat de montagne, selon une étude du Centre national de la recherche scientifique s'appuyant sur une série de données couvrant la période 1971-2000. En 2020, Météo-France publie une typologie des climats de la France métropolitaine dans laquelle la commune est dans une zone de transition entre le climat semi-continental et le climat de montagne et est dans la région climatique Jura, caractérisée par une forte pluviométrie en toutes saisons (1 000 à 1 500 mm/an), des hivers rigoureux et un ensoleillement médiocre.
Pour la période 1971-2000, la température annuelle moyenne est de 7,8 °C, avec une amplitude thermique annuelle de 16,4 °C. Le cumul annuel moyen de précipitations est de 1 520 mm, avec 13,1 jours de précipitations en janvier et 10,6 jours en juillet. Pour la période 1991-2020, la température moyenne annuelle observée sur la station météorologique de Météo-France la plus proche, « Coulans », sur la commune d'Éternoz à 9 km à vol d'oiseau, est de 10,5 °C et le cumul annuel moyen de précipitations est de 1 259,2 mm. 
La température maximale relevée sur cette station est de 38,7 °C, atteinte le 24 août 2023 ; la température minimale est de −18,9 °C, atteinte le 20 décembre 2009,,.
Les paramètres climatiques de la commune ont été estimés pour le milieu du siècle (2041-2070) selon différents scénarios d'émission de gaz à effet de serre à partir des nouvelles projections climatiques de référence DRIAS-2020. Ils sont consultables sur un site dédié publié par Météo-France en novembre 2022.

## Urbanisme

### Typologie
Au 1er janvier 2024, Levier est catégorisée bourg rural, selon la nouvelle grille communale de densité à 7 niveaux définie par l'Insee en 2022.
Elle est située hors unité urbaine. Par ailleurs la commune fait partie de l'aire d'attraction de Pontarlier, dont elle est une commune de la couronne,. Cette aire, qui regroupe 54 communes, est catégorisée dans les aires de moins de 50 000 habitants,.

## Toponymie
Levier en 1261 ; Livier en 1264 - 1273) ; Lyvier en 1277. Fusion en 1974 avec la commune de Granges-Maillot (Chasteau Maillet en 1266 ; Chastial Meillet en 1273 ; Chestel Maillat en 1286 ; Chatel Maillet en 1345 ; Chastel Maillot en 1407).

## Histoire
Le 11 mai 1885 un incendie au quartier du bas du Gravier a fait cinq morts dont certains victimes de leur dévouement .
Le 13 mai 1958 un vaste incendie anéantit une partie du centre-ville, 15 ménages se retrouvent sans logis.
Une tornade frappe la commune le 2 juin 1982, faisant huit blessés et des dégâts matériels importants. On estime son intensité à F4 sur l'échelle de Fujita. C'est l'une des tornades les plus puissantes ayant frappé la France.
La tempête du 26 décembre 1999 entraîne des dégâts importants dans la forêt environ 3 000 m3.
Le 30 juin 2012, un orage supercellulaire frappe la ville avec des grêlons de diamètre 9 cm détruisant la plupart des toitures, voitures et hachant les arbres.
Dans les années 1990, la commune de Levier avait alors la plus grande sapinière d'Europe.

## Politique et administration
Chef-lieu de canton jusqu'en 2014, la commune est également le siège de la communauté de communes Altitude 800. Avec plus de 2 000 habitants en 2014, elle joue un rôle de bourg-centre au cœur des moyennes montagnes du Haut-Doubs.
La commune a la particularité d'être partagée entre deux cantons : elle fait partie du canton de Frasne depuis 2014, mais en 2017, elle fusionne avec Labergement-du-Navois qui était et reste dans le canton d'Ornans.

### Nouvelle commune
| Période      | Période  | Identité          | Étiquette | Qualité               |
| ------------ | -------- | ----------------- | --------- | --------------------- |
| janvier 2017 | mai 2020 | Guy Magnin-Feysot | LFI       | Professeur des écoles |
| mai 2020     | En cours | Marc Saulnier     |           | Artisan               |

### Ancienne commune
| Période                                  | Période       | Identité          | Étiquette   | Qualité |
| ---------------------------------------- | ------------- | ----------------- | ----------- | --- |
| Les données manquantes sont à compléter. |               |                   |             | |
| 1885                                     | ?             | M. Quintard       |             | |
| ?                                        | ?             | Georges Reudet    | RI          | Scieur |
| ?                                        | ?             | M. Girard         |             | Meunier |
| Les données manquantes sont à compléter. |               |                   |             | |
| 1969                                     | mars 1983     | Georges Mercier   |             | Menuisier ébéniste |
| mars 1983                                | mars 2001     | Louis Philippe    | UDF-CDS     | Vétérinaire Conseiller général du canton de Levier (1976 → 2001) Vice-président du conseil général du Doubs (1994 → 2001) |
| mars 2001                                | mars 2014     | Albert Jeannin    | DVD         | |
| mars 2014                                | décembre 2016 | Guy Magnin-Feysot | PS puis LFI | Professeur des écoles |

### Ancienne commune de Granges-Maillot
| Période                                  | Période | Identité                       | Étiquette | Qualité |
| ---------------------------------------- | ------- | ------------------------------ | --------- | ------- |
| ?                                        | 1974    | Comte Jean de La Rochefoucauld |           |         |
| Les données manquantes sont à compléter. |         |                                |           |         |

| Période | Période      | Identité                           | Étiquette | Qualité                                                                           |
| ------- | ------------ | ---------------------------------- | --------- | --------------------------------------------------------------------------------- |
| 1974    | 1977         | Comte Jean de La Rochefoucauld     |           |                                                                                   |
| 1977    | janvier 2018 | Comte Philippe de La Rochefoucauld |           | Fils du précédent Exploitant forestier Conseiller municipal de Levier (1977-2020) |

"

## Démographie

### Commune nouvelle
L'évolution du nombre d'habitants est connue à travers les recensements de la population effectués dans la commune depuis sa création.
En 2022, la commune comptait 2 345 habitants, en évolution de +8,11 % par rapport à 2016 (Doubs : +1,88 %, France hors Mayotte : +2,11 %).
| 2015  | 2020  | 2022  |
| ----- | ----- | ----- |
| 2 161 | 2 269 | 2 345 |

### Ancienne commune
L'évolution du nombre d'habitants est connue à travers les recensements de la population effectués dans la commune depuis 1793. À partir du 1er janvier 2009, les populations légales des communes sont publiées annuellement dans le cadre d'un recensement qui repose désormais sur une collecte d'information annuelle, concernant successivement tous les territoires communaux au cours d'une période de cinq ans. 
Pour les communes de moins de 10 000 habitants, une enquête de recensement portant sur toute la population est réalisée tous les cinq ans, les populations légales des années intermédiaires étant quant à elles estimées par interpolation ou extrapolation. Pour la commune, le premier recensement exhaustif entrant dans le cadre du nouveau dispositif a été réalisé en 2005,.
En 2014, la commune comptait 2 035 habitants, en évolution de +4,41 % par rapport à 2009 (Doubs : +2,04 %, France hors Mayotte : +2,49 %).
| 1793  | 1800  | 1806  | 1821  | 1831  | 1836  | 1841  | 1846  | 1851  |
| ----- | ----- | ----- | ----- | ----- | ----- | ----- | ----- | ----- |
| 1 050 | 1 055 | 1 199 | 1 243 | 1 430 | 1 484 | 1 450 | 1 620 | 1 535 |

| 1856  | 1861  | 1866  | 1872  | 1876  | 1881  | 1886  | 1891  | 1896  |
| ----- | ----- | ----- | ----- | ----- | ----- | ----- | ----- | ----- |
| 1 215 | 1 376 | 1 297 | 1 301 | 1 339 | 1 335 | 1 289 | 1 260 | 1 305 |

| 1901  | 1906  | 1911  | 1921  | 1926  | 1931  | 1936  | 1946  | 1954  |
| ----- | ----- | ----- | ----- | ----- | ----- | ----- | ----- | ----- |
| 1 355 | 1 205 | 1 256 | 1 222 | 1 311 | 1 243 | 1 240 | 1 286 | 1 340 |

| 1962  | 1968  | 1975  | 1982  | 1990  | 1999  | 2005  | 2010  | 2014  |
| ----- | ----- | ----- | ----- | ----- | ----- | ----- | ----- | ----- |
| 1 280 | 1 359 | 1 446 | 1 619 | 1 785 | 1 700 | 1 881 | 1 963 | 2 035 |

## Économie
L'une des principales activités économiques de Levier est l'exploitation forestière, en effet la commune est constituée d'une importante surface boisée. 1 441 hectares de forêts dont 306 en forêt communale, 432 appartenant à l'État et 703 à des particuliers.
La commune de Levier accueille également une maison de retraite : l'EHPAD Fernand Michaud comprenant 48 lits.

## Culture locale et patrimoine

### Lieux et monuments
- L'église Saint-Jean-Baptiste a été reconstruite au XVIIIe siècle par l'architecte Joly puis restaurée au XIXe siècle, le clocher-porche datant de cette époque.

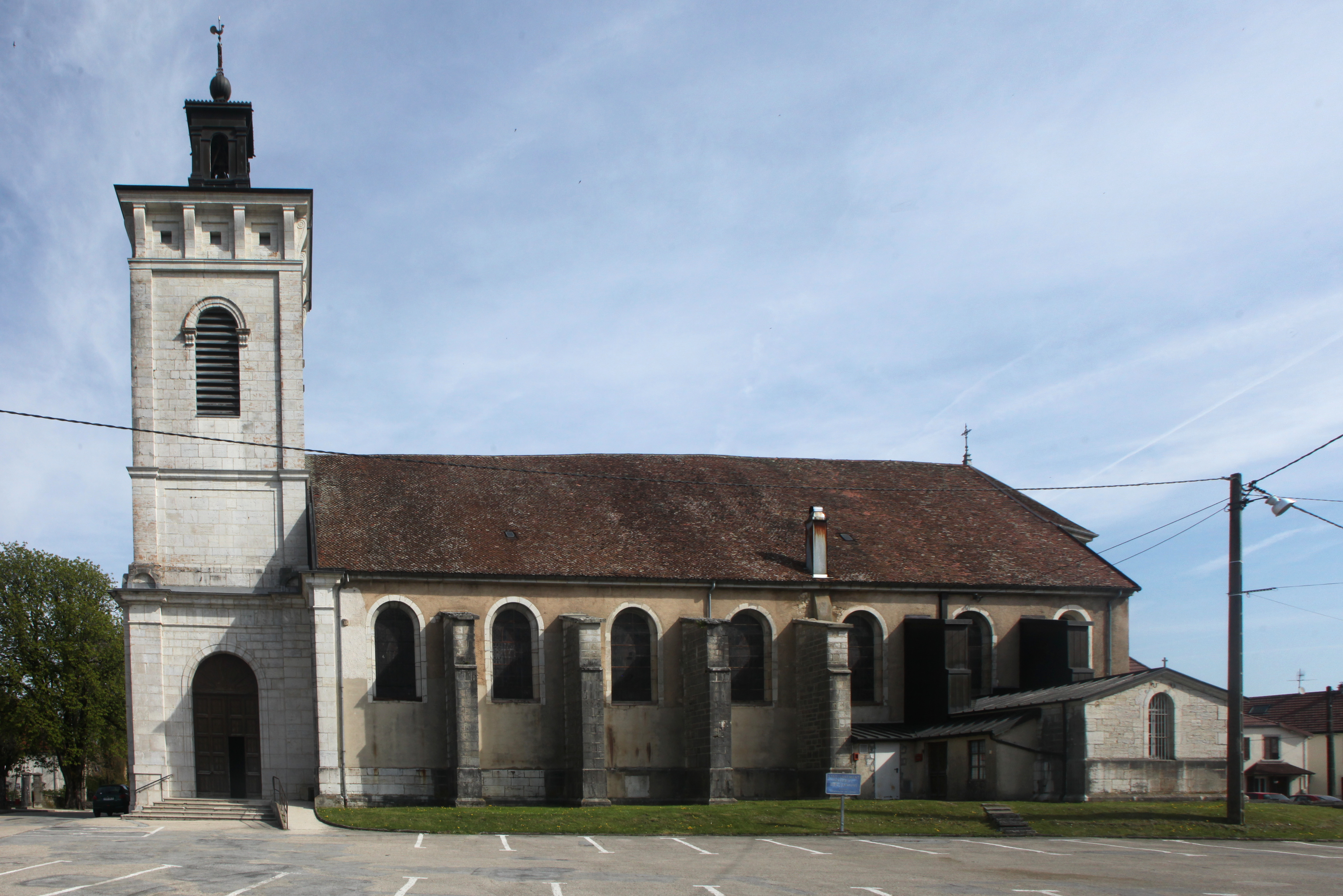
Église Saint-Jean-Baptiste.
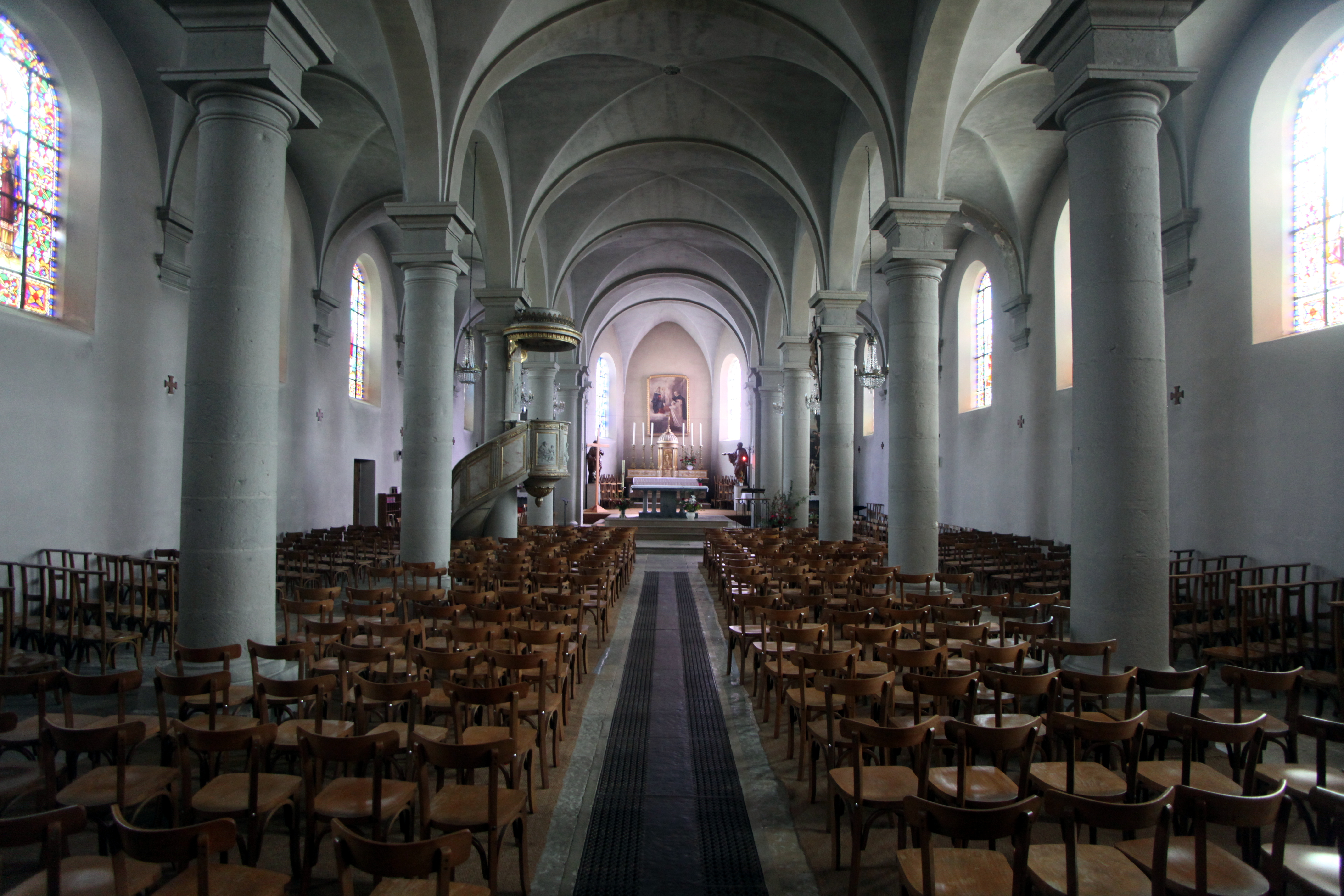
Intérieur de l'église.
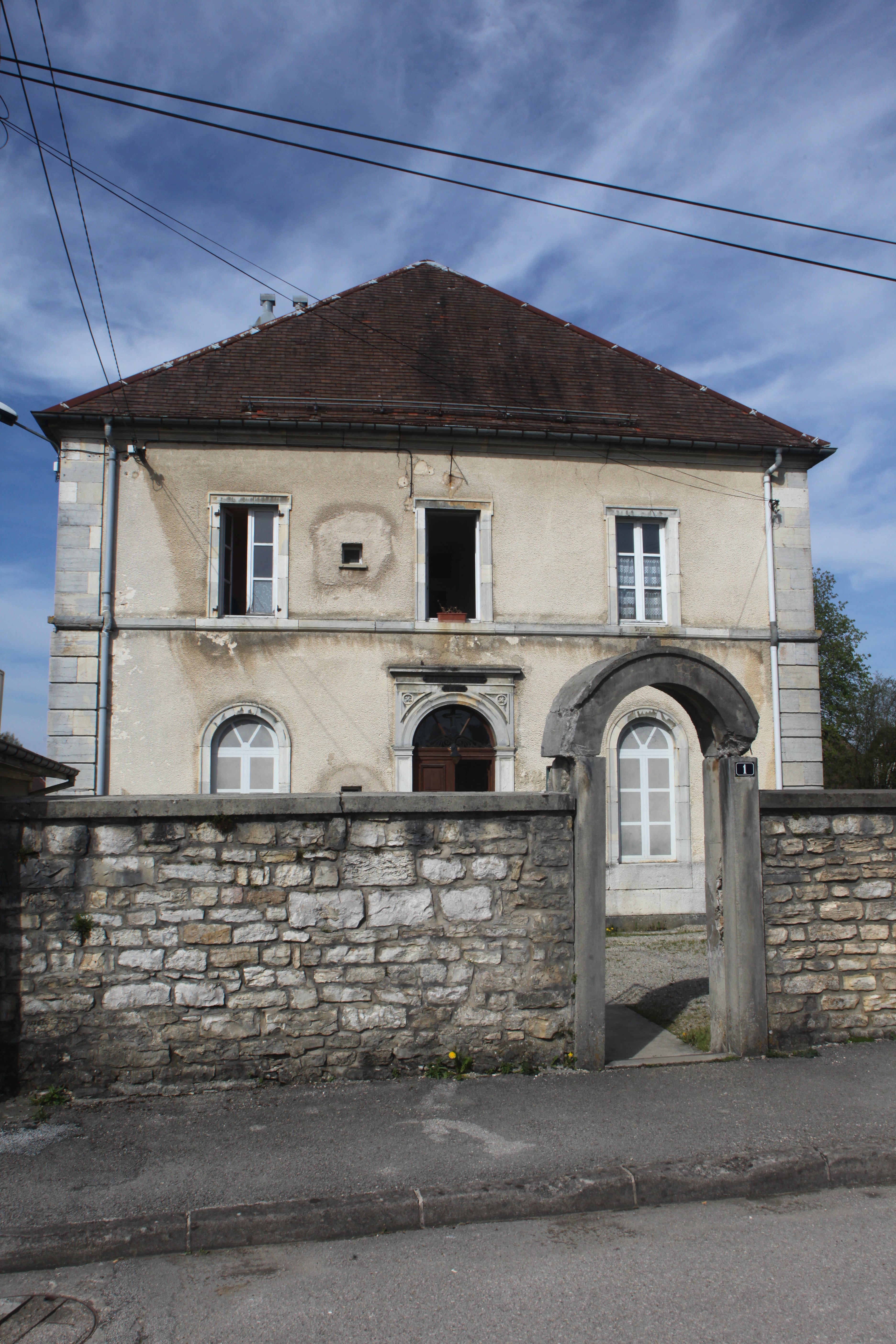
Presbytère.

- Le château Maillot, construit après 1813 pour le marquis de Moustier, inscrit à l'Inventaire général du patrimoine culturel.

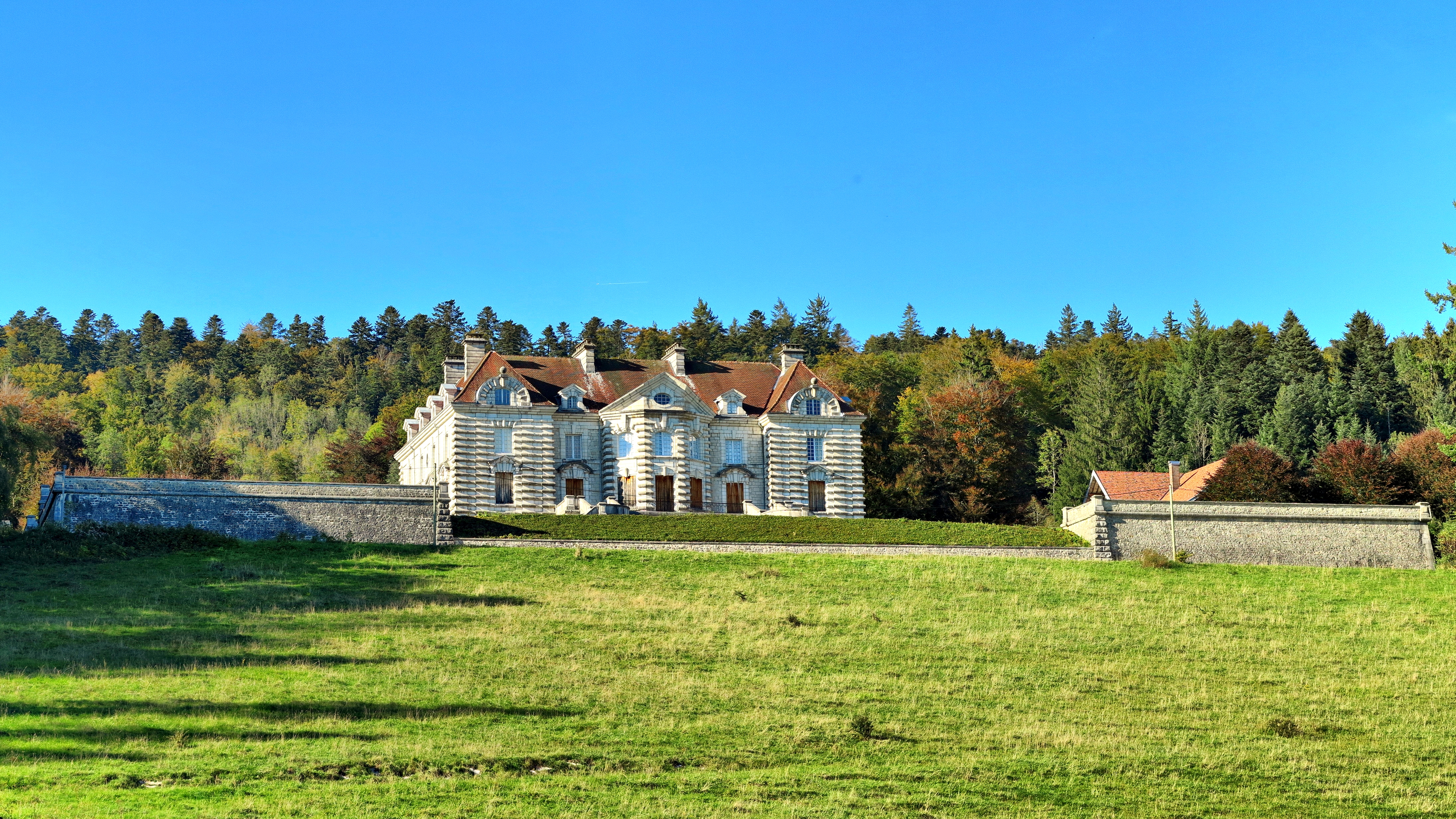
Le château Maillot (façade sud).
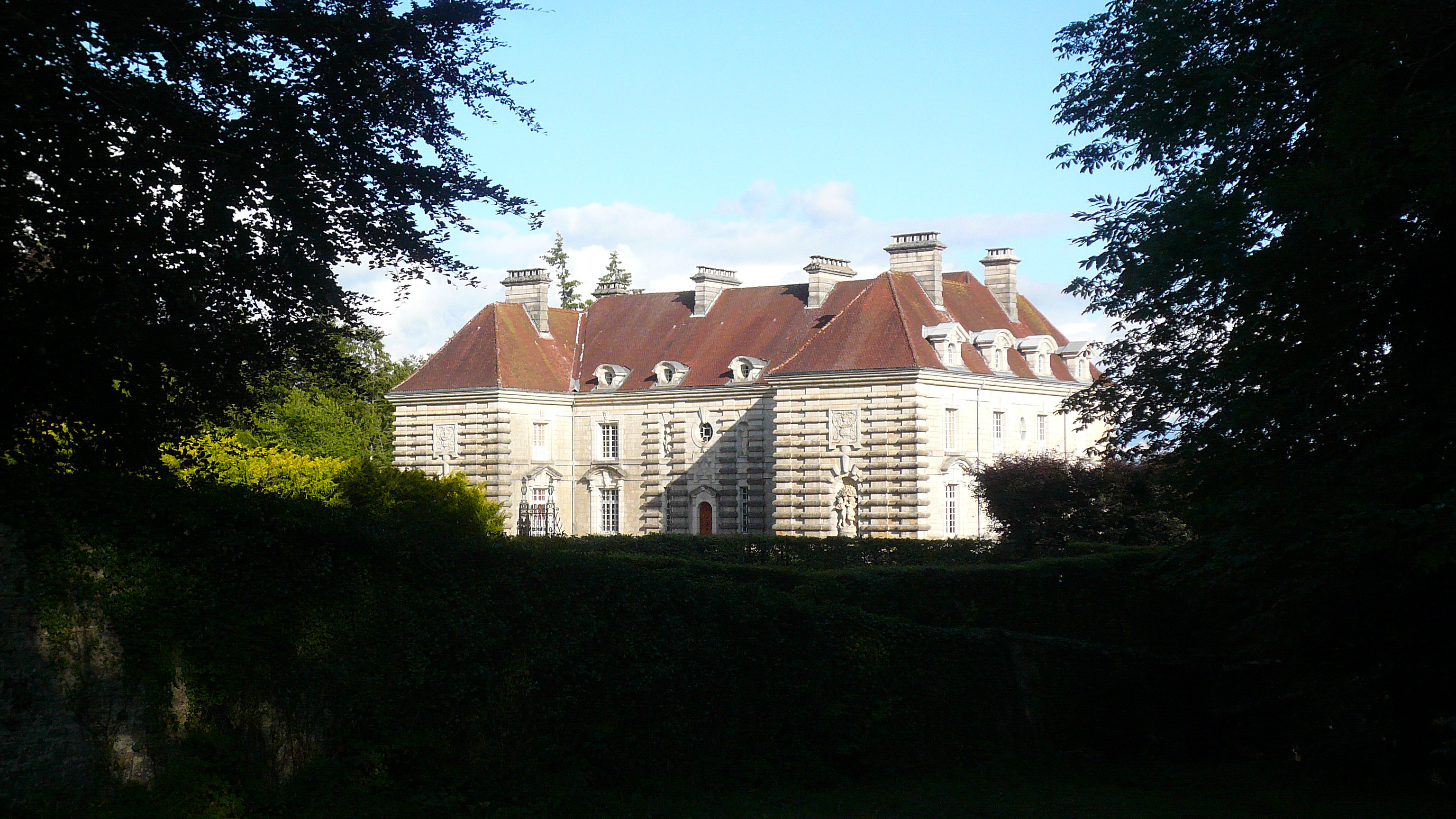
Le château Maillot (façade nord).

- Le musée-relais du cheval comtois et de la forêt a été créé en 2001. Il accueille des expositions et présente un ensemble de documents et témoignages relatifs aux usages du cheval comtois. Il s'est également ouvert au thème de la forêt et de son exploitation[26].

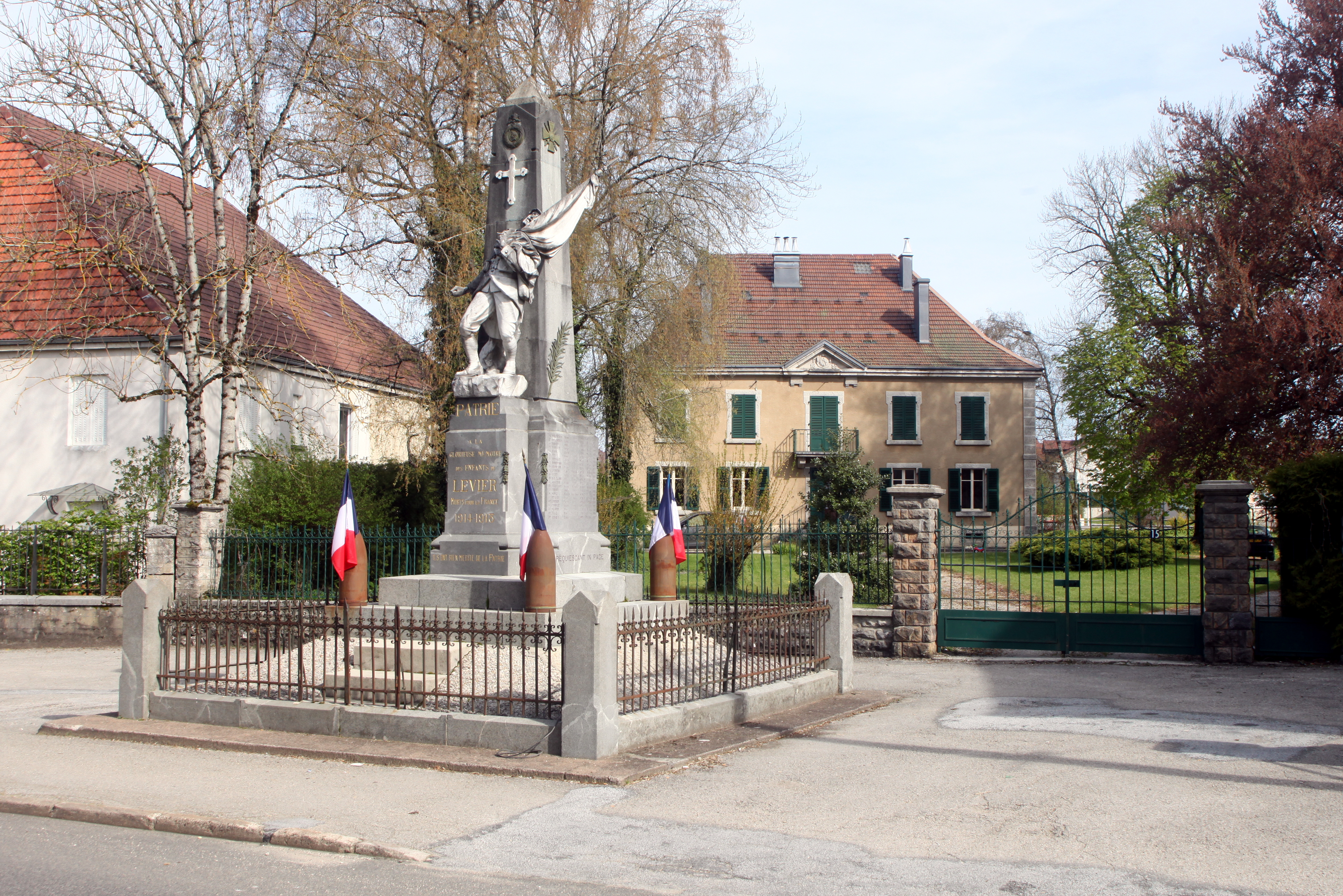
Monument aux morts.
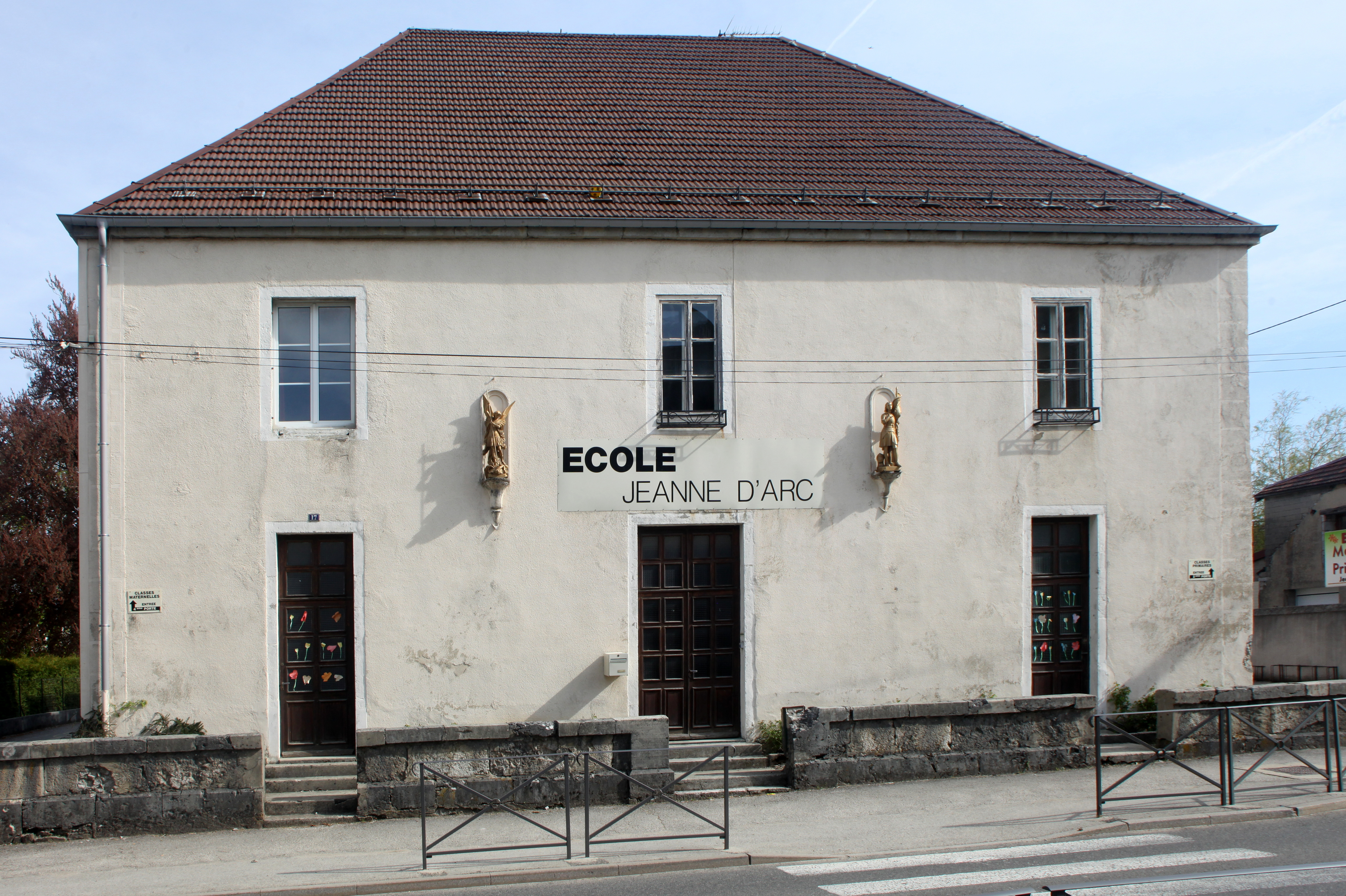
École Jeanne-d'Arc.
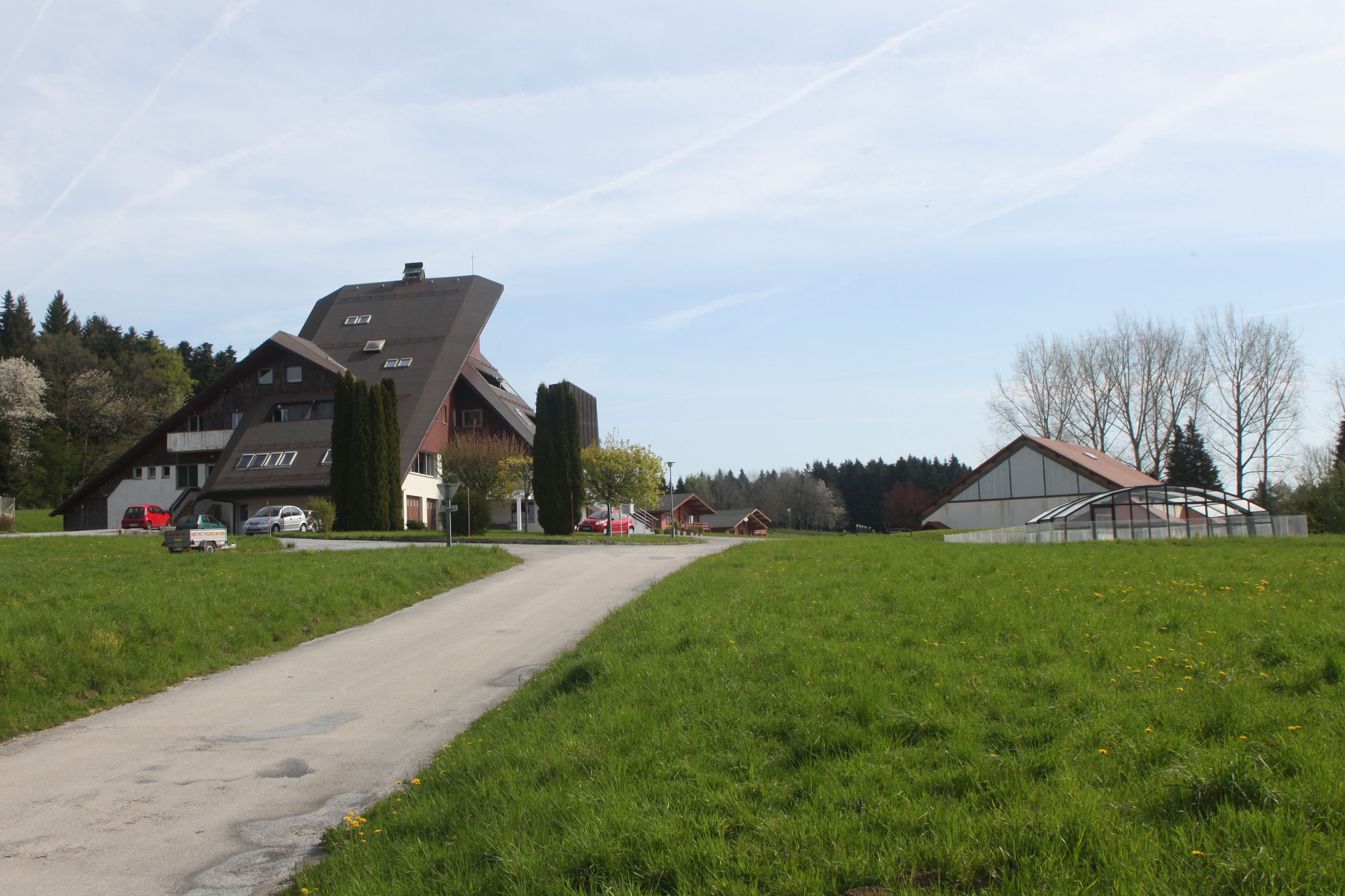
Centre d'accueil et de loisirs Les Fauvettes.

### Personnalités liées à la commune
- Charles Nicod, architecte Prix de Rome en 1907 est né dans la commune.
- Alexis Rousset (1863-1903) : explorateur, y est né en 1863.